# 圣莫里斯勒维埃耶
圣莫里斯勒维埃耶（法語：Saint-Maurice-le-Vieil，法語發音：[sɛ̃ moʁis lə vjɛj] ⓘ）是法国勃艮第-弗朗什-孔泰大区约讷省的一个市镇，属于欧塞尔区。

## 地理
圣莫里斯勒维埃耶（47°49'23"N, 3°21'3"E）面积4.93 平方千米，位于法国勃艮第-弗朗什-孔泰大區约讷省，该省份为法国中北部内陆省份，西接卢瓦雷省，西北接塞纳-马恩省，南至涅夫勒省，东临科多尔省，东北与奥布省接壤。
与圣莫里斯勒维埃耶接壤的市镇（或旧市镇、城区）包括：圣莫里斯蒂祖阿耶、埃格勒尼、托隆河畔普瓦伊、勒瓦勒多克尔。

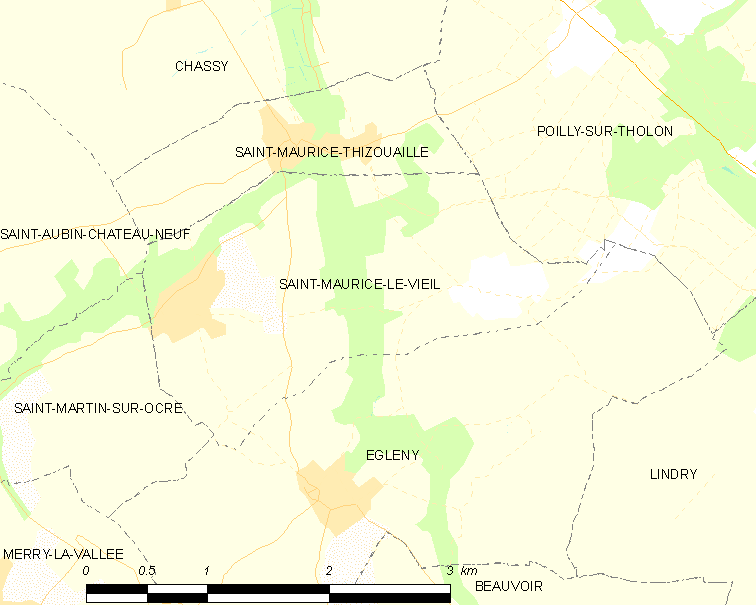
圣莫里斯勒维埃耶的OSM定位图

圣莫里斯勒维埃耶的时区为UTC+01:00、UTC+02:00（夏令时）。

## 行政
圣莫里斯勒维埃耶的邮政编码为89110，INSEE市镇编码为89360。

## 政治
圣莫里斯勒维埃耶所属的省级选区为沙尔尼-奥雷德皮赛县。

## 人口

1962-2008年间圣莫里斯勒维埃耶人口变化图示

圣莫里斯勒维埃耶于2022年1月1日时的人口数量为372人。